# Hiatellidae
Hiatellidae of rotsboorders zijn een familie van tweekleppigen uit de orde Adapedonta.

## Kenmerken
De weekdieren uit de Hiatellidae hebben dikschalige, min of meer gapende, ovale tot trapeziumvormige schelpen. Het ligament is uitwendig. 

## Verspreiding en leefgebied
Soorten uit de Hiatellidae komen circumpolair voor, maar ook in meer gematigde streken zoals de Middellandse Zee. Ze leven met een byssus vastgehecht aan stenen en ander substraat of in holtes van stenen of rotsen.

## Taxonomie
De volgende geslachten zijn bij de familie ingedeeld:
- Cyrtodaria Reuss, 1801
- Hiatella Bosc, 1801
- Panomya Gray, 1857
- Panopea Ménard de la Groye, 1807